# Sweetwater (Tennessee)
Sweetwater város az USA Tennessee államában, McMinn és Monrore megyében. Lakosainak száma 6312 fő (2020. április 1.).

## Népesség
A település népességének változása:

| 2010 | 5 764 |
| 2020 | 6 312 |